# Walter March
Walter March (Charlottenburg, 26 agosto 1898 – New York, 23 agosto 1969) è stato un architetto tedesco.

## Biografia
Figlio di Otto March e fratello minotre di Werner March, anche loro architetti, nel marzo del 1923 contribuì all'edificazione del prototipo abitativo Bauhaus Haus am Horn insieme ad Adolf Meyer.
Insieme al fratello maggiore Werner, March vinse nel 1927 il concorso per la realizzazione del Deutsches Sportforum, complesso architettonico facente parte del parco olimpico di Berlino. Gli edifici della piscina e della sala sportiva adiacente al campo sportivo sono stati progettati direttamente da Walter, mentre l'edificio d'accoglienza (denominato Casa delle Nazioni, Halle der Nationen in tedesco) fu supervisionato dal personale di pianificazione in visione dei futuri eventi sportivi berlinesi culminati nell'Olimpiade del 1936.
I due fratelli March iniziarono nel 1933 a progettare il Reichssportfeld, lo stadio per il quale vinceranno la medaglia d'oro in urbanistica durante l'Olimpiade del 1936, contribuendo anche alla costruzione dell'intero villaggio olimpico. Nel 1934, inoltre, sposò Louise Goepfert.
Tra il 1934 ed il 1936 March lavorò al villaggio olimpico nella località di Dallgow-Döberitz, completato sempre insieme al fratello Werner. I due, infine, sempre nel 1936 realizzarono a Berlino l'ippodromo locale (Reiterstadion). Walter si trasferì poi nel 1937 negli Stati Uniti, prendendo la cittadinanza americana e contribuendo a numerose opere architettoniche nell'area di New York.